# Happiness (singel Alexis Jordan)
Happiness – pierwszy singel amerykańskiej piosenkarki Alexis Jordan z debiutanckiego albumu Alexis Jordan. Utwór został wydany w Stanach Zjednoczonych 17 czerwca 2010.
Podkład muzyczny piosenki to utwór Brazil (2nd Edit) stworzony przez deadmau5, pochodzący z albumu Random Album Title z 2008 roku. Stargate dostosowali utwór tak, aby pasował do wokalu.

## Teledysk
Oficjalna premiera teledysku odbyła się 20 maja 2010, a reżyserią teledysku zajął się Aggressive.

## Lista utworów
Digital download
1. „Happiness” – 4:02

US remix promo
1. „Happiness” – 4:03
2. „Happiness” (Wideboys Radio Edit) – 4:08
3. „Happiness” (Dave Aude Radio Edit) – 4:19
4. „Happiness” (Jump Smokers Radio Edit) – 3:47
5. „Happiness” (Extended Mix) – 5:39
6. „Happiness” (Wideboys Club Mix) – 5:35
7. „Happiness” (Dave Aude Club Mix) – 8:38
8. „Happiness” (Jump Smokers Extended Mix) – 4:12
9. „Happiness” (Instrumental) – 5:42
10. „Happiness” (Wideboys Dub Mix) – 5:36
11. „Happiness” (Dave Aude Dub Mix) – 7:40

UK and Ireland digital EP
1. „Happiness” – 4:02
2. „Happiness” (Michael Woods Remix) – 7:42
3. „Happiness” (Wideboys Club Mix) – 5:35
4. „Happiness” (Dave Aude Club Mix) – 8:38

US Remixes EP
1. „Happiness” (Jump Smokers Extended Mix) – 4:12
2. „Happiness” (Wideboys Club Mix) – 5:35
3. „Happiness” (Dave Aude Club Mix) – 8:38

Australia and New Zealand digital EP
1. „Happiness” – 4:03
2. „Happiness” (Wideboys Radio Edit) – 4:08
3. „Happiness” (Jump Smokers Radio Edit) – 3:47

German CD single
1. „Happiness” – 4:03
2. „Happiness” (Michael Woods Remix) – 7:42

## Notowania
| Lista przebojów (2010-11)           | Najwyższa pozycja |
| ----------------------------------- | ----------------- |
| Australia (ARIA Charts)             | 3                 |
| Belgia - Flandria (Ultratop 50)     | 4                 |
| Belgia - Wallia (Ultratop 50)       | 16                |
| Europa (European Hot 100 Singles)   | 13                |
| Irlandia (IRMA)                     | 31                |
| Holandia (Dutch Top 40)             | 1                 |
| Nowa Zelandia (RIANZ)               | 8                 |
| Polska (Polish Airplay Chart)       | 2                 |
| Wielka Brytania (UK Singles Chart)  | 3                 |
| U.S. Billboard Hot Dance Club Songs | 1                 |

### Certyfikacje
| Państwo   | Status     |
| --------- | ---------- |
| Australia | 3× Platyna |

### Notowania końcowo-roczne
| Lista                                  | Pozycja |
| -------------------------------------- | ------- |
| US Billboard Hot Dance Club Play Songs | 9       |

## Historia wydania
| Kraj              | Data             | Format †         | Wytwórnia                |
| ----------------- | ---------------- | ---------------- | ------------------------ |
| Stany Zjednoczone | 17 czerwca 2010  | Promo CD         | StarRoc, Roc Nation      |
| Stany Zjednoczone | 7 września 2010  | Remix EP         | StarRoc, Roc Nation      |
| Irlandia          | 29 września 2010 | Main version, EP | Sony Music Entertainment |
| Wielka Brytania   | 29 września 2010 | Main version, EP | Sony Music Entertainment |
| Australia         | 10 grudnia 2010  | EP               | Sony Music Entertainment |
| Nowa Zelandia     | 10 grudnia 2010  | EP               | Sony Music Entertainment |
| Niemcy            | 18 marca 2011    | Single CD        | Sony Music Entertainment |